# Pleurotomella dinora
Pleurotomella dinora é uma espécie de gastrópode do gênero Pleurotomella, pertencente a família Raphitomidae.